# Photedes kasyi
Photedes kasyi là một loài bướm đêm trong họ Noctuidae.